# Rio Aar
O Aar em Berna
O Aar (em alemão Aare) é um importante riacho do centro e do norte da Suíça. É um afluente da margem esquerda do rio Reno e tem 295 km de comprimento.
Atravessa o  lago de Brienz, de lago de Tune e  lago de Biel. Navegável desde o Lago de Tune, desagua no Reno perto de Waldshut.
O Aar nasce na região alpina aos pés do Grimsel, a 1879m de altitude, dos glaciares do Aar, e corre num vale turístico cruzando as cidades de Interlaken, Tune até Berna. A jusante, drenando a maior parte do Mitteland (país do meio), o Aar atravessa o lago de Biel/Bienne e bordeja o maciço do Jura, onde usinas hidrelétricas favorecem a indústria (em Biel/Bienne, Olten, Soleure e Aarau).
O Aar recebe em seguida seus principais afluentes, o rio Reuss e o rio Limmat.

## Imagens

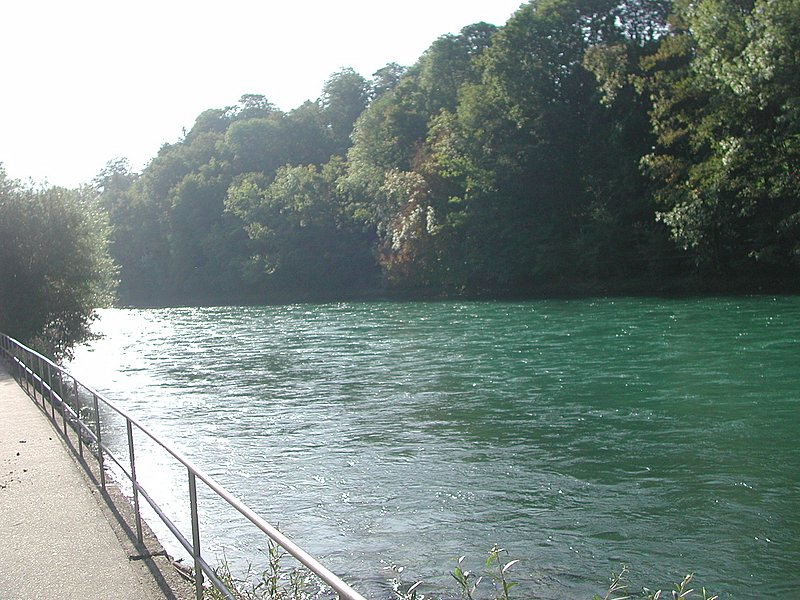
Aar em Dählhölzli, Berna
- Aar em Berna
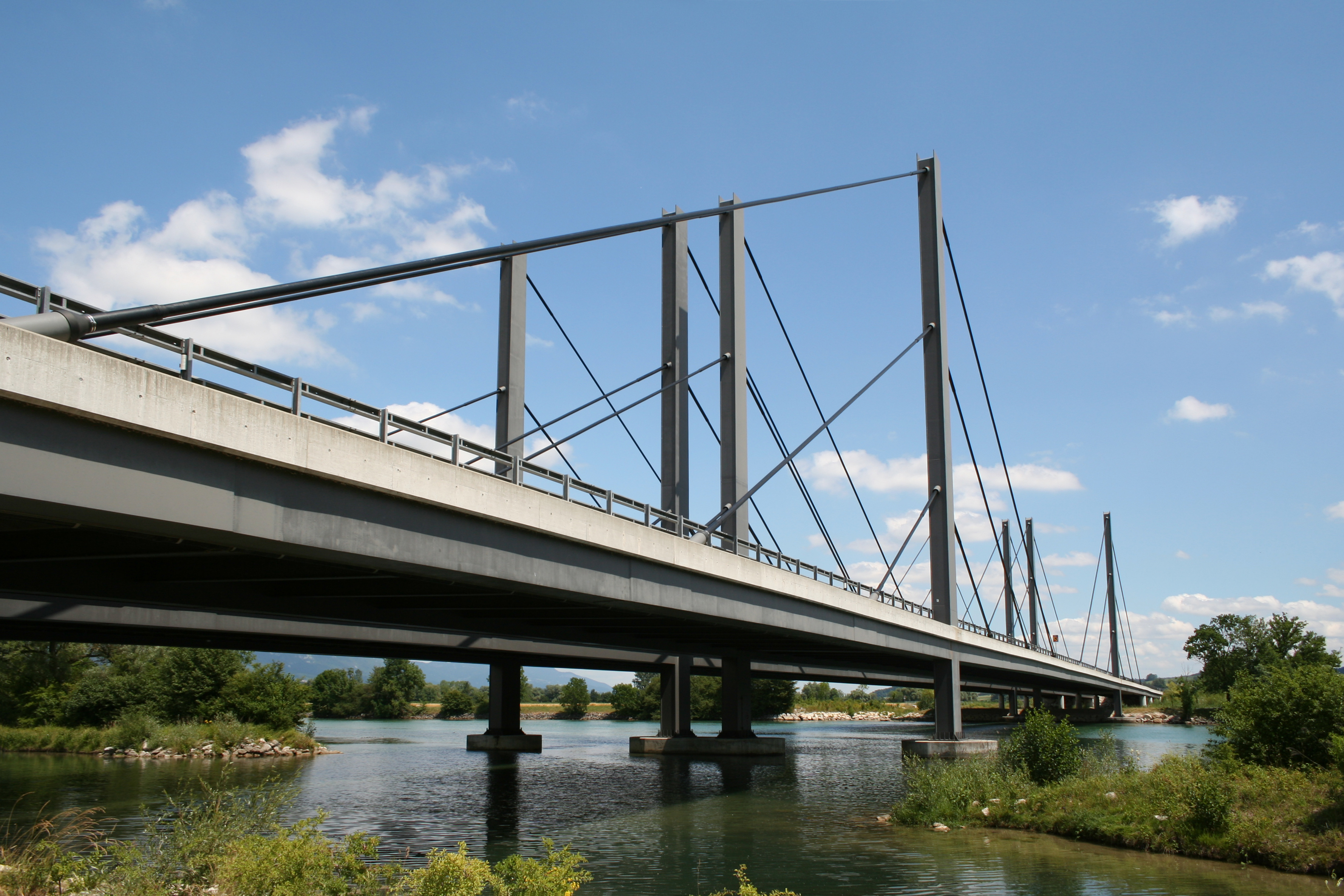
Ponte sobre o Aar
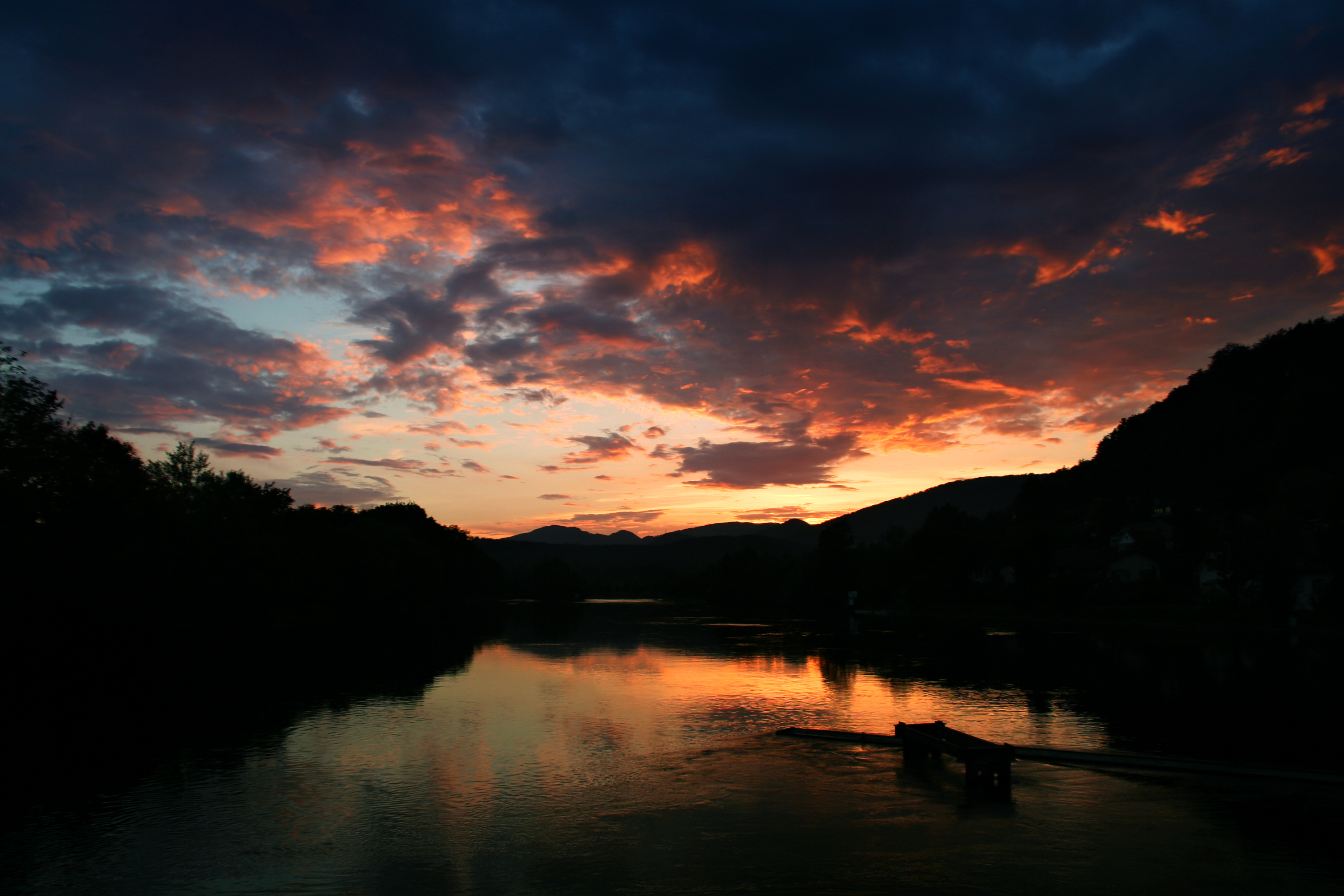
Aar em Aarau
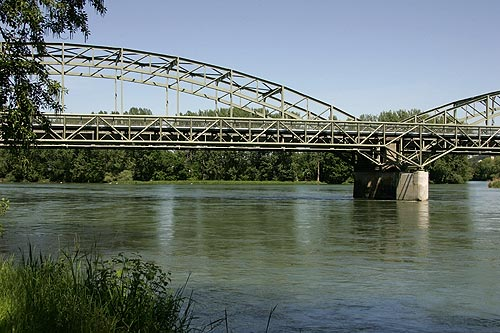
Em Koblenz, Argóvia
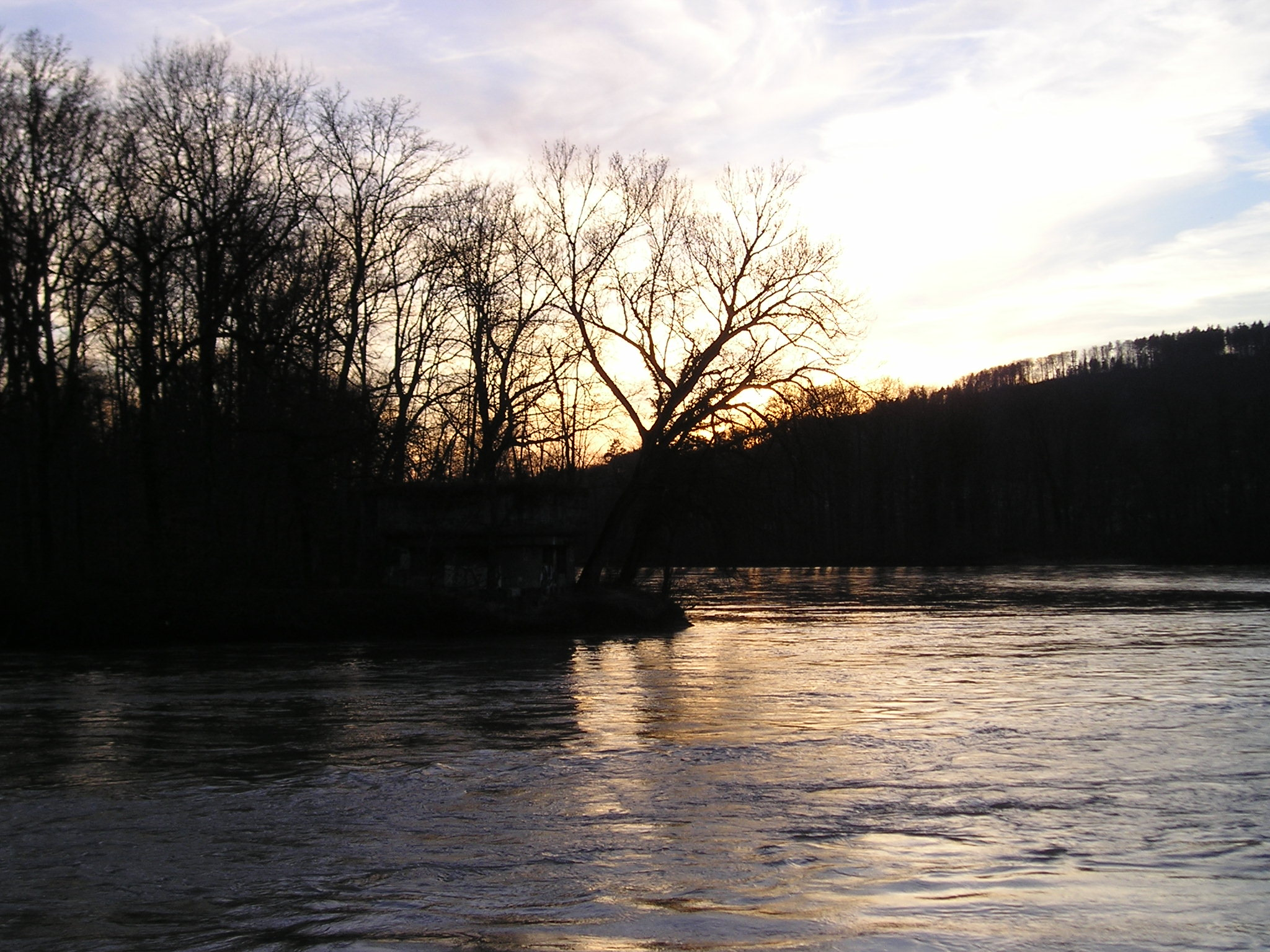
"Wasserschloss", quedas de água na confluência Aar/Reuss